# Salvia sclarea
La salvia moscatella (nome scientifico Salvia sclarea L., 1753) è una piccola pianta perenne erbacea aromatica dai delicati fiori labiati appartenente alla famiglia delle Lamiaceae.

## Etimologia
Il nome generico (Salvia) deriva dal latino "salvus" ( = salvare, sicuro, bene, sano) un nome antico per questo gruppo di piante dalle presunte proprietà medicinali. L'epiteto specifico (sclarea = chiaro) deriva dal latino medievale, già usato per questa pianta.
Il nome scientifico della specie è stato definito da Linneo (1707 – 1778), conosciuto anche come Carl von Linné, biologo e scrittore svedese considerato il padre della moderna classificazione scientifica degli organismi viventi, nella pubblicazione "Species Plantarum - 1: 27. 1753" del 1753.

## Descrizione

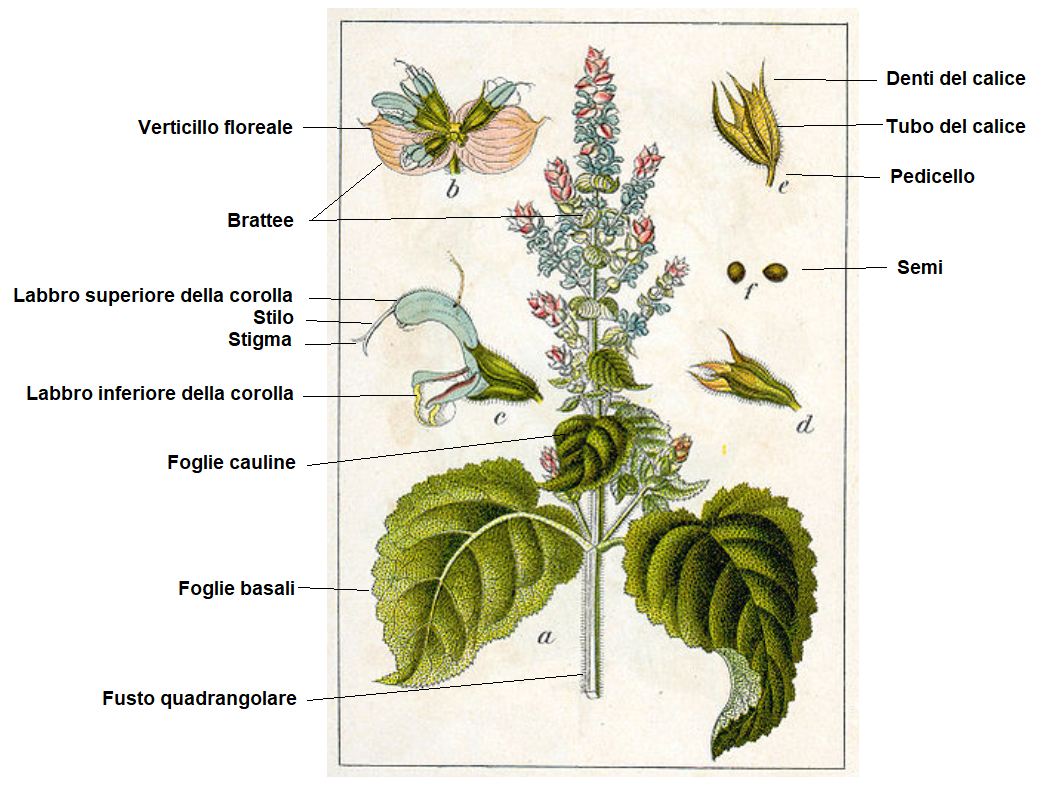
Descrizione delle parti della pianta

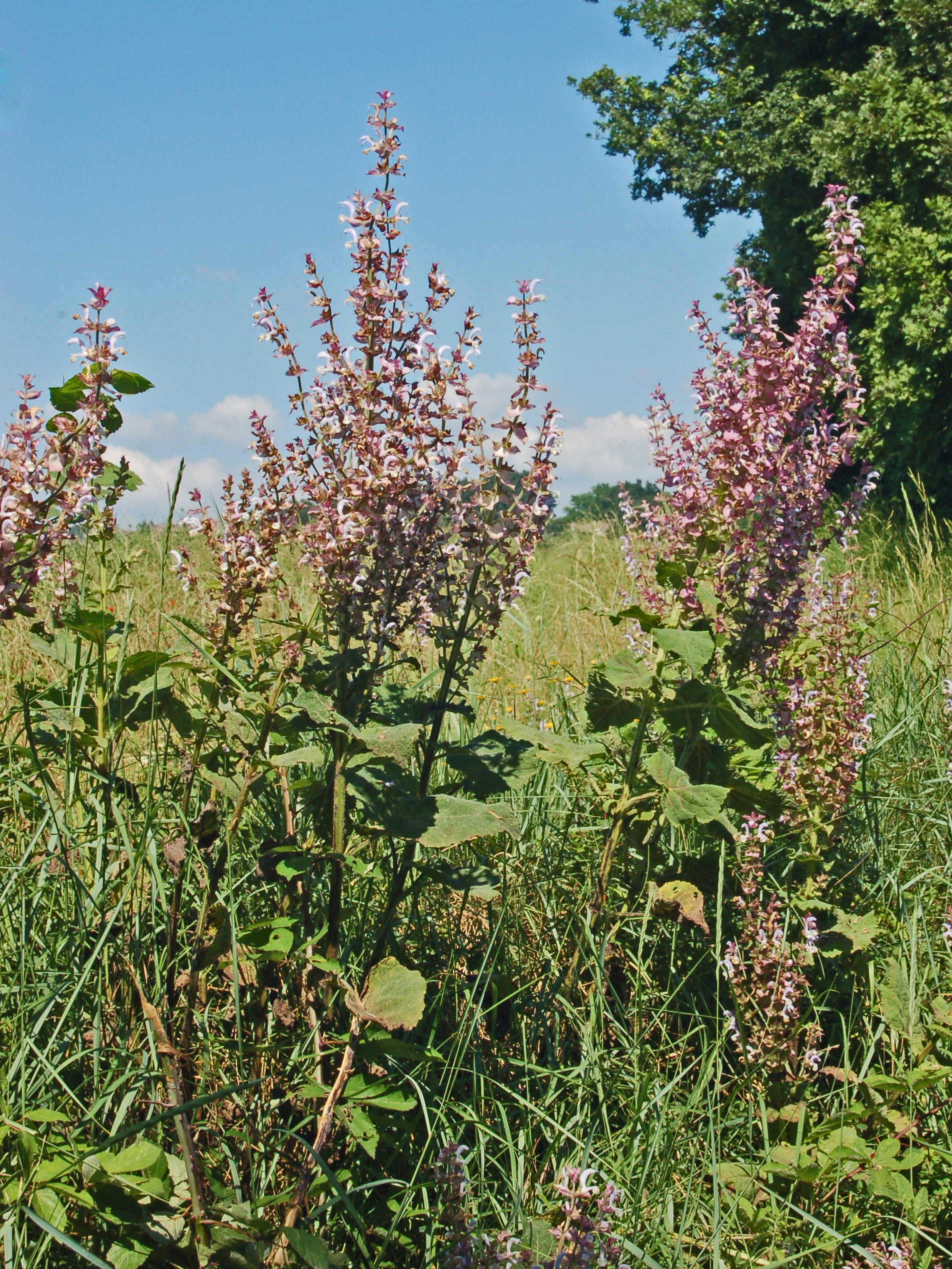
Il portamento

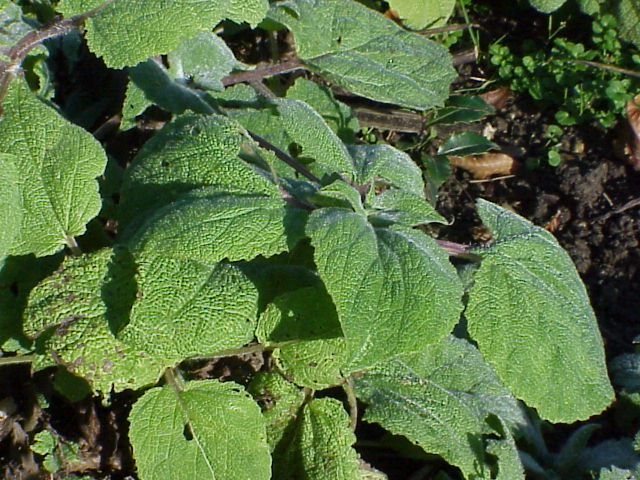
Le foglie

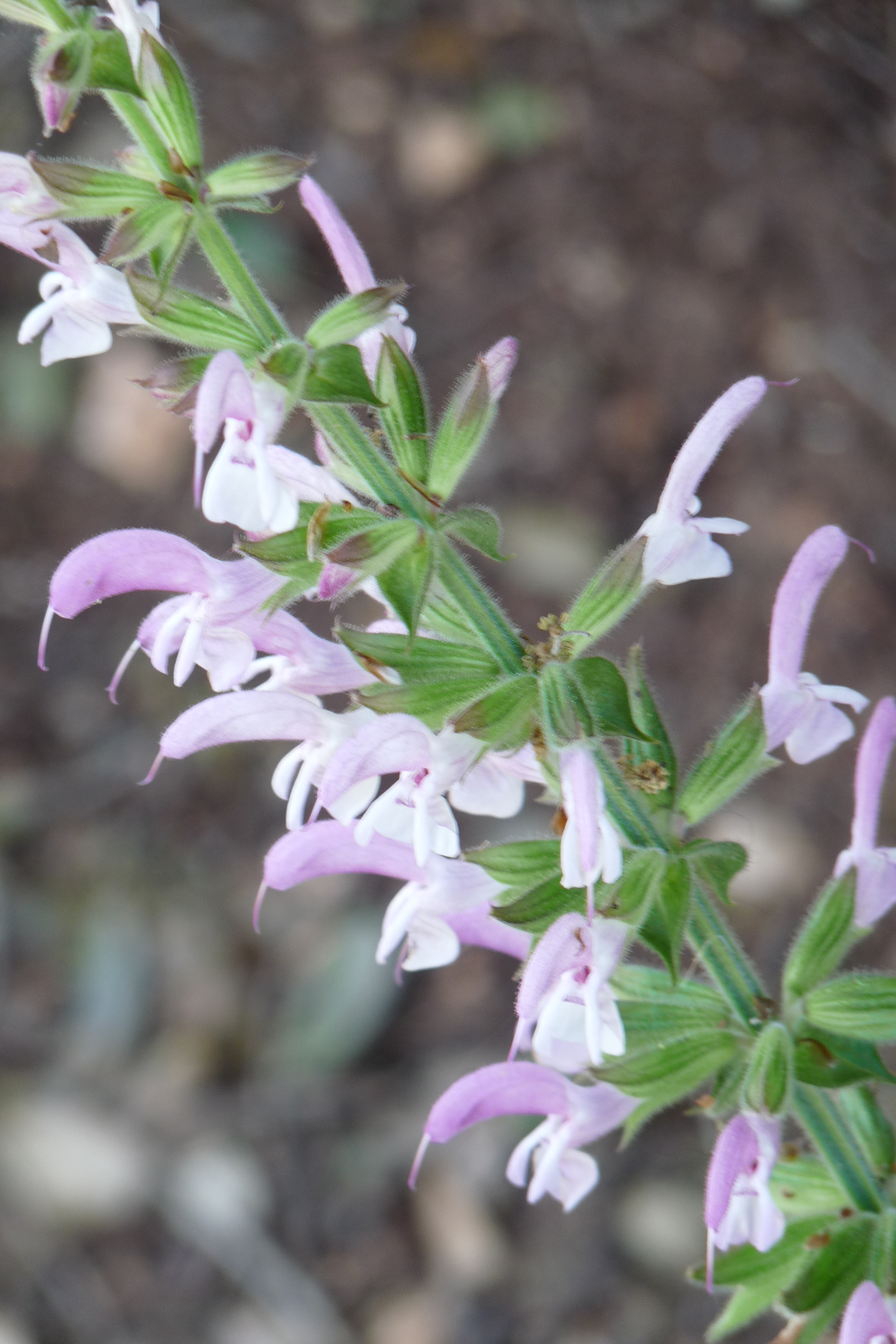
Infiorescenza

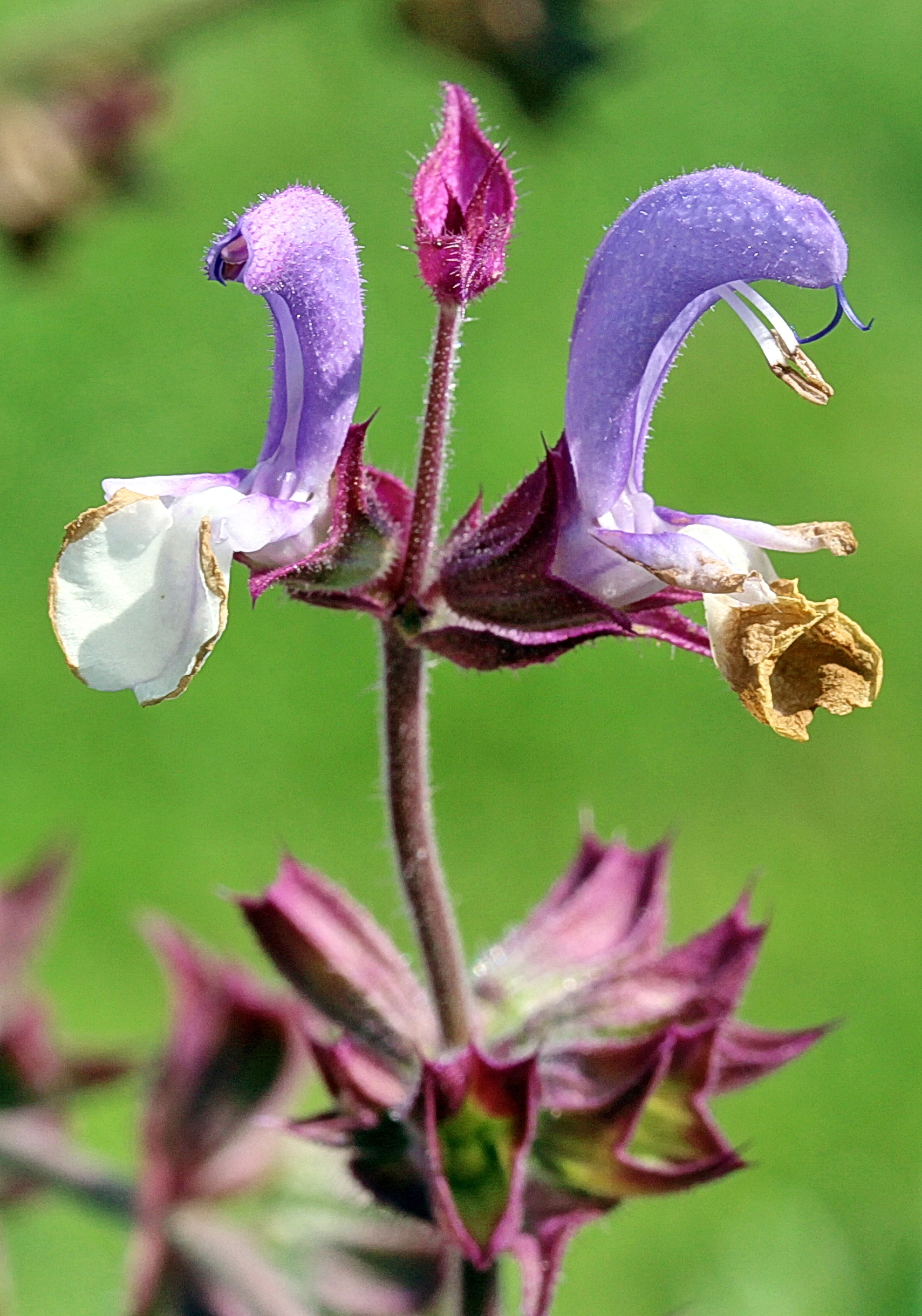
I fiori

L'altezza di queste piante varia da 5 a 11 dm. La forma biologica è emicriptofita bienne (H bienn), ossia in generale sono piante erbacee con gemme svernanti al livello del suolo e protette dalla lettiera o dalla neve e si distinguono dalle altre per il ciclo vitale biennale.

### Radici
Le radici sono secondarie da rizoma (il rizoma può essere molto grosso e ramificato).

### Fusto
La parte aerea del fusto è eretta ingrossata; la superficie è ricoperta da peli crespi lunghi 1 – 2 mm. I fusti sono a sezione quadrangolare (a causa della presenza di fasci di collenchima posti nei quattro vertici). Diametro del fusto: 5 – 9 mm

### Foglie
Le foglie del primo anno (il ciclo biologico della pianta è biennale) sono raggruppate alla base e forma una rosetta; sono picciolate con una grande lamina a forma largamente lanceolata. Sono inoltre ricoperte da uno strato uniforme di peluria e appaiono vellutate. Le foglie cauline sono minori (lunghe 5 – 12 cm), i bordi sono irregolarmente dentati. Lunghezza del picciolo delle foglie basali: 2 – 7 cm. Dimensioni delle foglie basali: larghezza 4 – 12 cm; lunghezza 18 cm.

### Infiorescenza
Le infiorescenze, ampie con rami eretto-patenti, sono ascellari e formate da verticillastri sovrapposti e distanziati di 4 - 6 fiori sottesi da brattee membranose e violacee lunghe 2 – 3 cm (più lunghe della corolla).

### Fiore
I fiori sono ermafroditi, zigomorfi, tetraciclici (con i quattro verticilli fondamentali delle Angiosperme: calice– corolla – androceo – gineceo) e pentameri (ogni verticillo ha 5 elementi). Lunghezza dei fiori: 15 – 30 mm.
- Formula fiorale. Per la famiglia di queste piante viene indicata la seguente formula fiorale:

X, K (5), [C (2+3), A 2+2] G (2), supero, 4 nucule
- Calice: il calice è un tubo ispido (gamosepalo - i sepali sono 5 e sono concresciuti) e zigomorfo (le fauci terminano in modo bilabiato con dei denti spinulosi: tre nella parte superiore e due in quella inferiore). Il calice è percorso da alcune nervature longitudinali. Lunghezza del tubo: 7 mm. Lunghezza dei denti: 3 – 5 mm.
- Corolla: la corolla è un tubo terminante in modo bilabiato (corolla gamopetala formata da 5 petali con struttura 2/3 e zigomorfa). Il labbro superiore è simile ad un cappuccio allungato e ricurvo (è convesso verso l'alto); il labbro inferiore è formato da tre lobi (quello centrale è più grande di tutti ed è concavo). La gola interna è provvista di una anello di peli per evitare l'intrusione di insetti troppo piccoli e non graditi.[4] Il colore è rosa o lillacino. Lunghezza della corolla: 15 – 20 mm.
- Androceo: gli stami sono ridotti a due (il paio posteriore è vestigiale o assente), tutti fertili e con filamenti paralleli (non convergenti); sono inoltre inclusi (al massimo sporgono le antere) e sono avvicinati alla parte superiore della corolla. Il tessuto connettivo tra le teche in queste specie è molto sviluppato e le antere sono del tipo a bilanciere con un meccanismo adatto all'impollinazione incrociata ("meccanismo a leva"[12]). I granuli pollinici sono del tipo tricolpato o esacolpato.
- Gineceo: l'ovario è supero (o semi-infero) formato da due carpelli saldati (ovario bicarpellare) ed è 4-loculare per la presenza di falsi setti divisori all'interno dei due carpelli. La placentazione è assile. Gli ovuli sono 4 (uno per ogni presunto loculo), hanno un tegumento e sono tenuinucellati (con la nocella, stadio primordiale dell'ovulo, ridotta a poche cellule).[13]. Lo stilo inserito alla base dell'ovario (stilo ginobasico) è del tipo filiforme e più lungo degli stami (in genere sporge dalla corolla). Lo stigma è bifido. Il nettario è un disco (a 4 lobi) alla base e intorno all'ovario più sviluppato anteriormente e ricco di nettare.
- Fioritura: da giugno a luglio.

### Frutti
Il frutto è un tetrachenio (composto da quattro nucule). La forma è più o meno ovoidale (o più o meno trigona). I semi, di colore marrone scuro, sono sprovvisti di endosperma e sono piccolissimi (in un grammo ne stanno oltre 200).

## Riproduzione
- Impollinazione: l'impollinazione avviene tramite insetti tipo ditteri e imenotteri, raramente lepidotteri (impollinazione entomogama) oppure uccelli.[14]
- Riproduzione: la fecondazione avviene fondamentalmente tramite l'impollinazione dei fiori (vedi sopra).
- Dispersione: i semi cadendo a terra (dopo essere stati trasportati per alcuni metri dal vento – disseminazione anemocora) sono successivamente dispersi soprattutto da insetti tipo formiche (disseminazione mirmecoria).

## Distribuzione e habitat

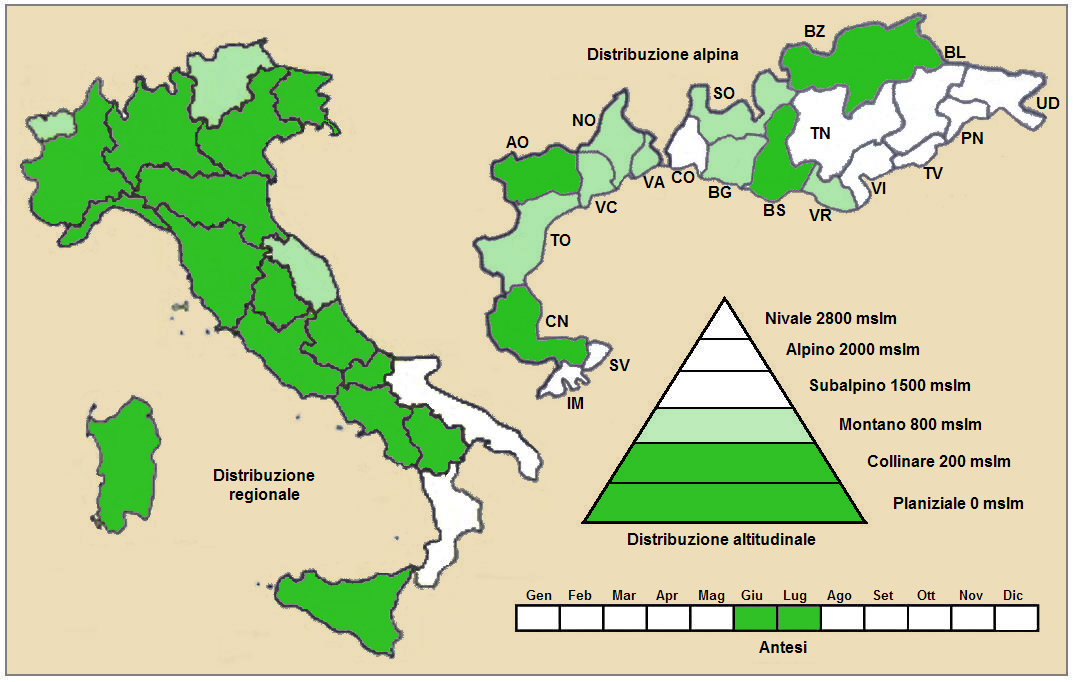
Distribuzione della pianta
(Distribuzione regionale – Distribuzione alpina)

- Geoelemento: il tipo corologico (area di origine) è Euri-Mediterraneo.
- Distribuzione: in Italia questa pianta si trova su tutto il territorio ma è rara e spesso e solo inselvatichita. Nelle Alpi italiane ha una distribuzione discontinua. Fuori dall'Italia, sempre nelle Alpi, questa specie si trova in Francia (dipartimenti di Alpes-de-Haute-Provence, Hautes-Alpes, Alpes-Maritimes, Drôme e Isère), in Svizzera (cantone Vallese), in Austria (Länder del Tirolo Settentrionale) e in Slovenia. Sugli altri rilievi europei collegati alle Alpi si trova nei Vosgi, Massiccio del Giura, Massiccio Centrale, Pirenei e Monti Balcani.[16] Cresce in prevalenza nell'Europa meridionale; si trova anche nella Transcaucasia, Anatolia, Siria e Magreb.[17]
- Habitat: l'habitat tipico sono le colture, gli ambienti ruderali, le rupi e ripari sotto roccia, i pendii aridi e le boscaglie, ma anche le praterie rase mediterranee. Il substrato preferito è calcareo ma anche siliceo con pH neutro, medi valori nutrizionali del terreno che deve essere arido.[16]
- Distribuzione altitudinale: sui rilievi queste piante si possono trovare fino a 900 m s.l.m.; frequentano quindi i seguenti piani vegetazionali: collinare e in parte quello montano (oltre a quello planiziale – a livello del mare).

### Fitosociologia
Dal punto di vista fitosociologico alpino Salvia sclarea appartiene alla seguente comunità vegetale:
- Formazione: delle comunità a emicriptofite e camefite delle praterie rase magre secche;

- Classe: Lygeo-Stipetea

- Ordine: Brachypodietalia phoenicoidis

- Alleanza: Brachypodion phoenicoidis

## Tassonomia
La famiglia di appartenenza della specie (Lamiaceae), molto numerosa con circa 250 generi e quasi 7000 specie, ha il principale centro di differenziazione nel bacino del Mediterraneo e sono piante per lo più xerofile (in Brasile sono presenti anche specie arboree). Per la presenza di sostanze aromatiche, molte specie di questa famiglia sono usate in cucina come condimento, in profumeria, liquoreria e farmacia. La famiglia è suddivisa in 7 sottofamiglie: il genere Salvia è descritto nella tribù Mentheae (sottotribù Salviinae) appartenente alla sottofamiglia Nepetoideae. Nelle classificazioni più vecchie la famiglia Lamiaceae viene chiamata Labiatae.
Il numero cromosomico di S. sclarea è: 2n = 22.

### Filogenesi

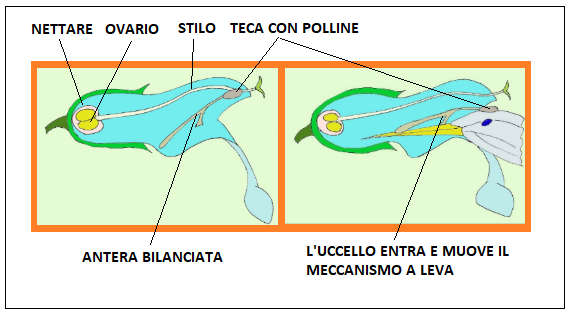
Meccanismo a leva

Il genere Salvia è molto grande e comprende oltre 1000 specie distribuite in cinque centri di diversità tra l'America, l'Africa e l'Eurasia. Secondo gli ultimi studi filogenetici sulle regioni nucleari e cloroplastiche del DNA il genere Salvia non è monofiletico ed è suddiviso in 3 grandi cladi. La specie S. sclarea si trova nel sottoclade "B" del primo clade insieme ad altre specie come Salvia aethiopis L. e Salvia canariensis L. (il primo clade contiene la comunissima Salvia officinalis L.). Questo sottoclade ("B") è caratterizzato dall'aborto totale della teca posteriore e la relativa fusione del connettivo. Si crea così il classico "meccanismo a leva" della Salvia dove l'impollinatore è costretto ad attivare la leva per accedere al nettare facilitando in questo modo il trasferimento del polline sulla parte superiore dell'insetto (o uccello) pronubo.

### Variabilità
Questa specie è moderatamente variabile. Il carattere più soggetto a variazione sono le brattee che a volte si presentano colorate di verde e consistenza fogliacea.

### Sinonimi
Questa entità ha avuto nel tempo diverse nomenclature. L'elenco seguente indica alcuni tra i sinonimi più frequenti:
- Aethiopis sclarea (L.) Fourr.
- Salvia altilabrosa  Pan
- Salvia calostachya  Gand.
- Salvia coarctata  Vahl
- Salvia foetida  Lam.
- Salvia haematodes  Scop.
- Salvia lucana  Cavara & Grande
- Salvia pamirica  Gand.
- Salvia sclarea var. calostachya  (Gand.) Nyman
- Salvia sclarea var. turkestanica  (Noter) Mottet
- Salvia simsiana  Schult.
- Salvia turkestanica  Noter
- Sclarea vulgaris  Mill.

## Usi

### Medicina
La Salvia sclarea dimostra buone proprietà tonico-stimolanti nei confronti dell'apparato digerente, antispasmodiche e antisteriche, battericide e contro l'eccessiva sudorazione, regola il flusso mestruale, migliora lo stato del cuoio capelluto, evidenzia proprietà afrodisiache e ipotensive.
I semi della sclarea hanno un rivestimento mucillaginoso, i vecchi erboristi suggerivano di disporre un seme nell'occhio di qualcuno che avesse un corpo estraneo in esso, in modo da aderire all'oggetto e renderne facile la rimozione.

### Alimentazione
La sua coltura al giorno d'oggi è principalmente destinata a produrre un olio essenziale utilizzato nella fabbricazione di vermuth, di liquori o di profumi. 

Come tutte le salvie, è anche una pianta mellifera, molto attraente per le api.

È stata usata anche per aromatizzare il vino, per intensificare l'aroma di Moscato, per dare vitalità all'organismo, curare la depressione, regolare il sistema nervoso
Nelle birre inglesi, la sclarea è stata usata come aroma prima che l'uso del luppolo divenisse comune. 

Le foglie possono essere utilizzate, fresche o essiccate, per aromatizzare i piatti di carne: maiale, vitello, pecora, selvaggina, le salse. Le foglie inoltre sono state utilizzate come verdura.

### Industria
È stata usata anche per aromatizzare alcuni prodotti del tabacco.

### Giardinaggio
La pianta è abbastanza decorativa sia per il suo fogliame che per i suoi fiori.

### Coltivazione
Predilige un suolo fresco, leggero, leggermente calcareo ed un'esposizione piena di sole.

Moltiplicazione con semina all'inizio della primavera in vivaio, seguito da un reimpianto in maggio, o con divisione di ciuffi. Il raccolto avviene dopo 4-5 mesi la piantagione.

Originaria del Mediterraneo, viene coltivata dall'Italia alla Siria fino in Russia. Tale pianta viene coltivata sin dall'epoca romana. In Italia la coltivazione è principalmente concentrata in Piemonte (per la produzione del vermut e altri liquori fra i quali il Fernet Branca) e nelle regioni meridionali.

## Altre notizie
La salvia moscatella in altre lingue è chiamata nei seguenti modi:
- (DE)  Muskateller-Salbei
- (FR)  Sauge sclarée
- (EN)  Clary